# Henri Baillardel de Lareinty
Clément Gustave Henri Baillardel, baron de Lareinty, est un homme politique français né le 19 janvier 1824 à Toulon (Var) et mort le 8 mars 1901 à Frossay (Loire-Atlantique).

## Biographie
Fils de Félix Baillardel de Lareinty, intendant général de la Marine, et de Clémentine Cossin de Chourses, il rentre dans la diplomatie, puis devient officier d'ordonnance du général Changarnier et capitaine d'état-major de la garde nationale. Zélé conservateur, il aspire, avant le coup d'État du 2 décembre 1851, au rétablissement de la monarchie. Il vit dans la retraite pendant les premières années de l'Empire, s'occupant de l'exploitation de ses propriétés en Martinique et en Loire-Atlantique, étant notamment propriétaire d'importantes sucreries. Délégué de la Martinique, il est administrateur du Crédit foncier colonial.
Créancier principal de la société « Pommeraye et Cie » à partir du 14 octobre 1847, il devient, après la faillite de cette dernière en 1851, seul propriétaire du passage Pommeraye à Nantes. En 1852, il y fait procéder à la création d'une nouvelle galerie. Après sa mort, la famille vend le passage, qui est classé au monument historique en 1976.
Le 30 novembre 1849, il épouse Julie de Chastenet de Puységur (petite-fille de Pierre-Gaspard-Herculin de Chastenet de Puységur et de Jean Baptiste de Tholozan), héritière du domaine de Guermantes. Ils seront les parents de Jules Baillardel de Lareinty.
Constructeur de la demeure de Chassenon, il est lieutenant de louveterie de la forêt du Gâvre de 1850 à 1885.
Monarchiste légitimiste, il est élu conseiller général à Nantes en 1861. Durant la guerre franco-allemande de 1870, il commande le bataillon de gardes mobiles de Loire-Inférieure. Ses hommes et lui-même sont faits prisonniers lors de la seconde bataille de Buzenval.
Conseiller général du canton de Blain en 1871, puis du canton de Saint-Père-en-Retz, il est président du conseil général. 
Pendant la Commune de Paris, envoyé pour délivrer le général Claude Lecomte, il est sommé  de crier : « Vive la République ! », mais répond : « Vive le Roi ! ». Il est alors emprisonné. 
Il est sénateur de la Loire-Atlantique de 1876 à 1901, siégeant à droite. Il se bat en duel en 1886 contre le général Boulanger, alors ministre de la Guerre, sans qu'il y ait de blessés.